# 贺沈
贺沈，明朝人，是一名明朝政治人物。
贺沈曾于景泰年间接替孙亶任建宁府知府一职，天顺年间(1457～1464年)由刘銊接任。